# Cerkiew Świętej Zofii w Ochrydzie

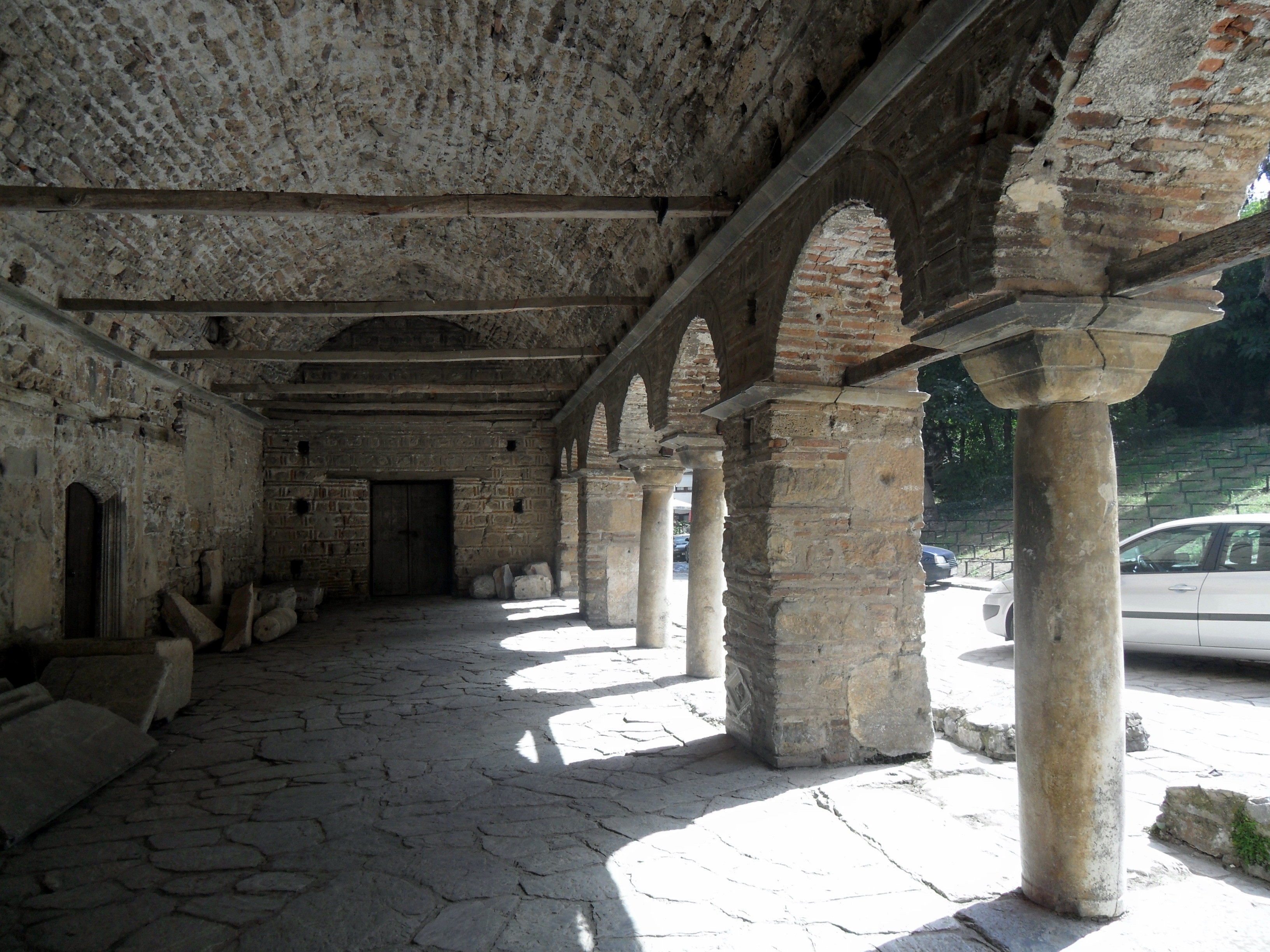
Cerkiew św. Zofii

Cerkiew Świętej Zofii (mac. Црква Света Софија) – powstała w XI wieku cerkiew w Ochrydzie, jeden z najważniejszych zabytków Macedonii Północnej. 
Pierwotnie była katedrą bułgarskich arcybiskupów Ochrydy; w okresie panowania tureckiego zamieniono ją w meczet. We wnętrzu świątyni zachowały się freski z XI–XIII wieku. 
Wizerunek cerkwi znajduje się na banknocie 1000 denarów.